# Finlaggan Pursuivant

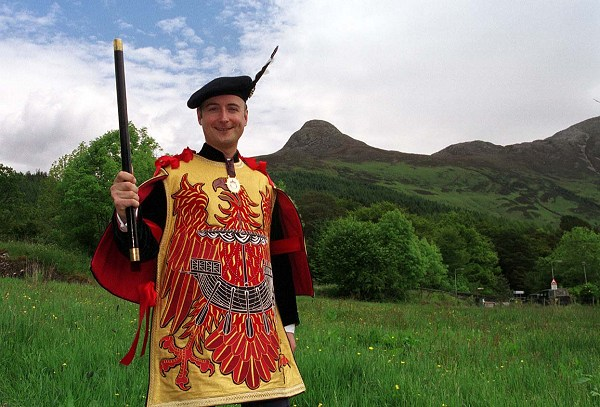

Finlaggan Pursuivant of Arms - tytuł nadwornego herolda wodza MacDonaldów, istniejący już w XIII w. i funkcjonujący w okresie potęgi klanu.
W 2005 r. po czterech wiekach reaktywowany i oficjalnie uznany przez Lorda Lyona, Wielkiego Herolda Szkocji.
Uroczyste objęcie urzędu odbyło się w obecności właściwego terytorialnie królewskiego herolda - Ross Herald of Arms i czterech wodzów głównych gałęzi klanu Donald.
Inni prywatni heroldowie szkockich klanów i wielkich rodów to Garioch Pursuivant (hrabiów Mar), Endure Pursuivant (Lindsay'ów, hrabiów Crawford) i Slains Pursuivant (Hay'ów, hrabiów Errol).